# 네스 (아일랜드 신화)
네스(고대 아일랜드어: Neas; Ness) 또는 네사(아일랜드어: Neasa, Nessa)는 아일랜드 신화의 얼스터 대계에 등장하는 울라(오늘날의 얼스터)의 공주로, 콘코바르 막 네사 왕의 어머니이다. 그녀의 아버지는 울라의 왕 오하드 살비데이다. 
한 판본에 따르면 네스 공주가 드루이드 카흐바드를 찾아가 오늘이 무엇을 하기에 상서로운 날이냐고 물었고, 카흐바드는 왕을 잉태하기 좋은 날이라고 대답했다. 주위에 다른 남자가 없었기 때문에 네스는 카흐바드를 침대로 데리고 가 동침하여 콘코바르를 가지게 되었다.
다른 판본에서는, 네스는 열두 명의 양아버지를 가지고 있었고, 본래 이름은 "상냥한"이라는 뜻의 아사(아일랜드어: Assa)라 했다. 이 판본에서 카흐바드는 한 피아나(유랑 전사 집단)의 두목이자 드루이드였는데, 그녀의 양아버지들을 공격해 열두 명을 모두 죽였다. 범인이 밝혀지지 않았기에 오하드 왕은 아무것도 할 수 없었고, 네스는 27명의 전사들로 자신의 피아나를 꾸려 범인을 추적했다. 그리고 이 때문에 "상냥하지 않은"이라는 뜻의 니-아사(아일랜드어: Ní-assa), 즉 네사, 네스라는 이름으로 개명하게 되었다. 그런데 어느날 네스가 멱을 감고 있는데 카흐바드가 나타나 자신의 아내가 되라고 요구했다. 혼자였고 비무장 상태였기에 네스는 별 도리 없이 승낙할 수밖에 없었다. 
오하드 왕은 딸 부부에게 크리크 로스(Crích Rois)의 땅을 하사했는데, 이 땅은 오늘날의 라우스 주, 모나한 주, 미스 주에 해당한다고 한다. 크리크 로스 근교에는 콘코바르 강이 있었는데, 어느 날 카흐바드가 목이 마르자 네스가 강에서 물을 떠 왔다. 그런데 물에 벌레 두 마리가 떠 있는 것을 본 카흐바드는 마시지 않고 네스에게 마시라고 했다. 이때 벌레를 먹어서 네스가 임신하게 되었다고도 하고, 카흐바드와 결혼했지만 따로 사랑하고 있던 파크트나 파하크 아르드리가 애 아버지라고도 한다.
네스와 카흐바드가 파크트나를 방문하러 여행을 하는 도중에 네스는 콘코바르 강가의 강둑에서 해산을 하게 되었다. 카흐바드는 내일 날이 밝을 때까지 아이를 낳지 않고 버티면 그녀의 아들은 위대한 왕이 되어 불멸의 명성을 갖게 될 것이라고 예언했다. 네스는 강가의 널돌 위에 앉아 버텼고, 다음날 아침이 되자 아들을 낳아 강의 이름을 따 콘코바르라고 이름붙였다. 아이가 강으로 굴러떨어졌으나 카흐바드가 아이를 건져냈다. 카흐바드는 콘코바르의 미래의 영광을 예언하고 그를 “나의 아들이자 손자”라고 부른다. 이로 미루어 본래의 전승에서는 카흐바드가 네스의 아버지였고 둘 사이의 근친상간으로 콘코바르가 태어났음이 시사된다.
콘코바르가 일곱 살이 되었을 때 울라의 왕은 페르구스 막 로이크였는데, 페르구스는 네스와 사랑에 빠진다. 네스는 콘코바르를 위해 1년동안 왕위에서 물러나 있는 것을 조건으로 그와 결혼하겠다고 했다. 페르구스는 신하들과 의논하였고, 신하들은 아이는 이름만 왕일 뿐이라고 결론내려 페르구스는 그 조건을 들어주었다. 그러나 콘코바르는 어머니의 조언에 따라 1년 사이 교활하게 부와 재물들을 분배하였고, 1년 뒤 울라인들은 페르구스를 더 이상 원하지 않게 되어 콘코바르가 계속 왕이 되었다.
어떤 전승에서는 네스가 콘코바르와 근친상간하여 코르막 콘드 롱가스를 낳았다고 하는데, 또다른 전승에서는 코르막의 어머니는 콘코바르의 아내 클로흐루라고 한다. 콘코바르의 여동생인 데크티네와 핀드코엠의 어머니도 네스이며, 데크티네가 영웅 쿠 훌린의 어머니인 고로 네스는 쿠 훌린의 할머니가 된다.